# 50 (число)
50 (п'ятдеся́т) — натуральне число між 49 і 51.

## Математика
- 250  = 1 125 899 906 842 624
- 50 є  числом харшад.
- 50 це Складене число
- Сума цифр числа 50 — 5
- Добуток цифр числа 50 — 0
- 50% це половина (1/2).

## Наука
- Атомний номер олова.
- Магічне число у фізиці ядра.
- NGC 50 — галактика типу E-S0 у сузір'ї Кит.

## Дати
- 50 день року це 19 лютого
- 50 рік до н. е.
- 50 рік
- 1850 рік
- 1950 рік
- 2050 рік

## Інші галузі
- Сполучені Штати Америки складаються із 50 штатів
- Прапор США має 50 зірок
- 50 гц — частота електромережі в Європі.
- Автошлях E50.
- ASCII-код символу «2».
- «50 відтінків сірого» - серія еротичних романів Е.Л.Джеймс, що вийшла другом у 2011-2012 роках